# Anebodon
Anebodon luoi
Genre
Espèce
Anebodon est un genre éteint de petits mammifères primitifs de l'ordre des symmétrodontes, et de la famille des Zhangheotheriidae.
Le seul fossile connu d’Anebodon est composé d'un crâne partiel et de ses mandibules avec une denture presque complète. Comme la quasi-totalité des fossiles de Zhangheotheriidae il a été découvert dans le Crétacé inférieur (Aptien) de la formation géologique d'Yixian en Chine, dans la province de Liaoning.
Cet unique fossile a été nommé Anebodon luoi par Shundong Bi (d) et al. en 2016.

## Description
Le crâne de l'animal mesure environ 4 centimètres de long. Le nombre de dents chez Anebodon est sensiblement moindre que chez les Zhangheotheriidae plus évolués (Zhangheotherium et Maotherium). Il partage par contre la même formule dentaire post-canine que le genre Kiyatherium.

## Classification
Lors de la description du genre en 2016, Bi et al. ont établi le cladogramme suivant, limité aux Zhangheotheriidae. 
Anebodon apparaît en position basale parmi les Zhangheotheriidae, où il se place en groupe frère avec le genre Kiyatherium :
|  | Anebodon    |
|  |             |
|  | Kiyatherium |
|  |             |

|  | Zhangheotherium                                              |
|  |                                                              |
|  | \| \| autres Symmetrodonta non-Zhangheotheriidae \| \| \| \| |
|  |                                                              |
|  | autres Symmetrodonta non-Zhangheotheriidae                   |
|  |                                                              |

|  | autres Symmetrodonta non-Zhangheotheriidae |
|  |                                            |

|  | Zhangheotherium                                              |
|  |                                                              |
|  | \| \| autres Symmetrodonta non-Zhangheotheriidae \| \| \| \| |
|  |                                                              |
|  | autres Symmetrodonta non-Zhangheotheriidae                   |
|  |                                                              |

|  | autres Symmetrodonta non-Zhangheotheriidae |
|  |                                            |

|  | Anebodon    |
|  |             |
|  | Kiyatherium |
|  |             |

|  | Zhangheotherium                                              |
|  |                                                              |
|  | \| \| autres Symmetrodonta non-Zhangheotheriidae \| \| \| \| |
|  |                                                              |
|  | autres Symmetrodonta non-Zhangheotheriidae                   |
|  |                                                              |

|  | autres Symmetrodonta non-Zhangheotheriidae |
|  |                                            |

|  | Zhangheotherium                                              |
|  |                                                              |
|  | \| \| autres Symmetrodonta non-Zhangheotheriidae \| \| \| \| |
|  |                                                              |
|  | autres Symmetrodonta non-Zhangheotheriidae                   |
|  |                                                              |

|  | autres Symmetrodonta non-Zhangheotheriidae |
|  |                                            |